# Radiosonde
Pour les articles homonymes, voir Radiosonde (homonymie).
Cet article concerne l'appareil météorologique. Pour l'utilisation en aviation, voir radioaltimètre.
Une radiosonde, en météorologie, est un appareil constitué d'un ensemble de capteurs pour mesurer les caractéristiques de l'atmosphère depuis le niveau du sol jusqu'à une altitude pouvant dépasser 35 000 mètres. On y retrouve un thermomètre, un baromètre et un hygromètre. L'appareil est également muni d'un émetteur radio qui transmet en continu les données des capteurs. La radiosonde est emportée par un ballon-sonde, gonflé à l'hélium ou à l'hydrogène, et elle est suivie au radar, par positionnement GPS ou par LORAN-C ce qui permet en plus de calculer sa vitesse de déplacement et donc la direction et la force des vents en altitude. On l'appelle aussi sonde radiovent (en anglais rawinsonde pour Radar Wind Sonde) si elle est principalement destinée à la mesure des vents en altitude.
On nomme également radiosonde un instrument embarqué sur un avion, lui permettant de connaître avec précision, sa hauteur (utile par exemple pour les atterrissages automatiques). 

## Principe
Le ballon a une vitesse ascensionnelle réputée constante, le temps écoulé permet de déterminer son altitude-pression. Si l'on considère que le déplacement horizontal de la sonde durant son ascension est négligeable par rapport à la dimension de la Terre, et que la durée de l'ascension — environ deux heures — est représentative des conditions météorologiques à l'heure du lâcher, on obtient ainsi une coupe verticale de l'atmosphère au lieu et à l'heure du lâcher, fournissant quatre paramètres pour chaque niveau : direction du vent, force du vent, température, humidité. 

### Caractéristiques
La radiosonde est emportée par un ballon, gonflé à l'hélium ou à l'hydrogène. Si, en retombant, le boîtier de la sonde risque de provoquer des dégâts, un petit parachute est accroché directement sous le ballon. Le boîtier est relié au ballon par une longue ficelle (30 mètres) qui limite le balancement et l'influence du sillage du ballon.   
Les éléments fondamentaux d'une radiosonde sont :
- l'alimentation électrique (une pile électrique qui doit supporter sans faillir une variation de température allant de +20 °C, au sol, à -50 °C, à l'altitude de la tropopause) ;
- l'émetteur radio (soumis aux mêmes contraintes) ;
- un dispositif de radionavigation ou à défaut un transpondeur ou un réflecteur radar (indispensable pour mesurer les déplacements du ballon-sonde et d'en extraire la force et la direction du vent) ;
- un capteur de pression (absent sur certains modèles de sondes disposant d'autres systèmes de mesure d'altitude) ;
- un capteur de température (thermistor) ;
- un capteur d'humidité (hygromètre).

Une radiosonde moderne pèse entre 35 et 300 grammes, elle est alimentée par un bloc de piles sèches ou, très souvent, une pile réactivée par hydratation.

### Suivi du vol
La radiosonde est lâchée et suivie par différents instruments au sol. À l'origine, un technicien prenait sa position manuellement avec un théodolite et notait les données atmosphériques reçues par radio. Le tout était très exigeant en temps et l'utilisation du théodolite est limité par la visibilité verticale et horizontale.
Les développements techniques ont mené au radiothéodolite, qui suit les signaux de la sonde par radiogoniométrie, puis par radar grâce à un réflecteur accroché sous le ballon. Plus récemment, le Loran-C (et anciennement OMEGA), un système de positionnement géographique global et un récepteur GPS sont embarqués dans la sonde pour fournir la position et l'altitude de celle-ci avec une très bonne précision.   

### Données
Les données ou les valeurs qui leur sont associées peuvent être reportées sur un émagramme, un téphigramme, un Skew-T ou tout autre diagramme thermodynamique. Les météorologues peuvent ainsi se faire une idée de la stabilité de l'air, du type de masse d'air, des couches nuageuses et de l'évolution de ces paramètres autour du point où a été lâchée la radiosonde. Les données d'un ensemble de radiosondes, permettent de représenter en trois dimensions l'atmosphère et sont exploitées pour la prévision météorologique, en particulier par les modèles de prévision numérique du temps.

## Sous-types

### Catasonde

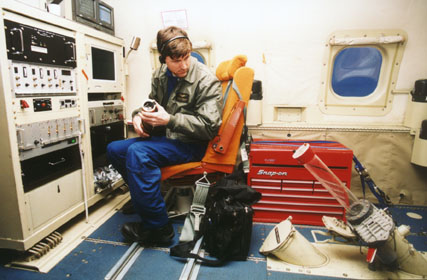
Technicien tenant une catasonde qu'il glissera dans le tube transparent pour le lâcher.

Un type particulier de radiosonde est la catasonde. Il s'agit d'un appareil lâché en vol d'un aéronef, avec ou sans parachute, afin de recueillir le même type de données lors de la chute vers le sol. Cette sonde ressemble à un obus contenant les instruments, la forme donnant moins de prise au vent lors de la chute.
Elles ont été développées par le NCAR américain pour être généralement utilisées par les avions de reconnaissance des ouragans afin de connaître la structure des cyclones tropicaux actifs. Ces avions en lâchent un grand nombre à travers le système alors qu'ils sont en mer pour recueillir des informations qui ne sont pas disponibles autrement. Ce type d'appareil est disponible mondialement pour la recherche théorique et l'analyse pratique in situ des systèmes météorologiques autant de grande (dépression), que de petite échelle (orage).

### Radiosonde captive
Une radiosonde peut aussi être attachée au filin reliant le sol et une ballon captif. Ce dernier est plus gros qu'un ballon-sonde normal et peut être maintenu en position durant de longue périodes. Cependant, il ne peut être déployé à de très grandes altitudes. La radiosonde sera déplacée le long du filin pour étudier en détail une couche atmosphérique, en général celle de la couche limite.